# Rock Stakk Records
Rock Stakk Records – japońska wytwórnia płytowa założona w 2006 roku, zajmująca się wydawaniem płyt oraz promocją japońskich zespołów takich jak Impaler, Dreaded Mortuary, Riverge, ale też wykonawców z całego świata, o bardzo szerokim spektrum gatunków heavy metalu. Założona i prowadzona przez Mikitoshiego Matsuo. Siedziba wytwórni znajduje się w Osace gdzie prowadzi sprzedaż wysyłkową jak i na miejscu.